# Fort van St. Elisabeth

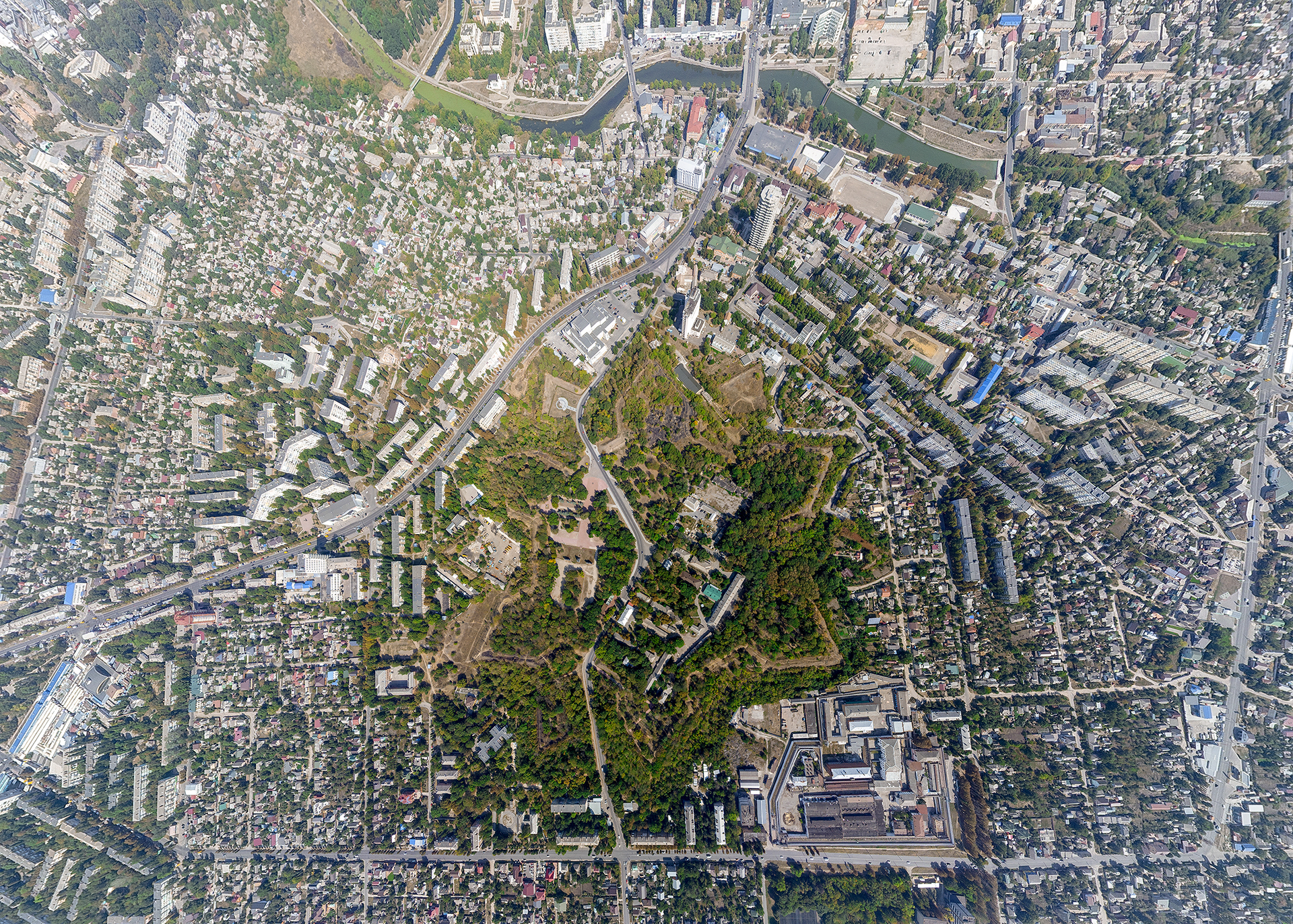
Vogelperspectief van het voormalige fort

Het Fort van St. Elisabeth (Oekraïens: Фортеця Святої Єлисавети) is een voormalig aarden fort in de stad Kropyvnytsky, in het geografische centrum van het huidige Oekraïne, en het belangrijkste symbool van de stad.

## Geschiedenis
Na de vorming van Nieuw-Servië op het land van het Kozakken-Hetmanaat, werd het fort opgericht om de gebieden van Servische kolonisten te beschermen tegen Tataarse invallen. Het fort van St. Elizabeth werd gebouwd volgens het decreet van de Senaat, dat ook Nieuw-Servië creëerde. Het decreet werd op 4 januari 1752 ondertekend door keizerin Elisabeth I. Op basis van het decreet ontving de Servische kolonel Ivan Horvath een certificaat van waardering en ontving Ivan Glebov een instructie. Het regiment Zaporozje-Kozakken (1.390 man) arriveerde om het fort te bouwen en voltooide de belangrijkste werken in vier maanden: van juni tot oktober 1754. Tijdens de werkzaamheden stierven 72 Kozakken, werden 233 ziek en vluchtten er 855 naar Sitsj.
Het fort van St. Elizabeth werd slechts eenmaal door een vijand belegerd. Dit gebeurde tijdens de Russisch-Turkse Oorlog (1768-1774), waarvan de eerste campagne in 1769 begon met de invasie van de Krim-kan Kirim Girey in Nieuw-Rusland. Op 4 januari stak het 70.000 man sterke Turks-Tataarse leger onder leiding van hem de grens over en op 7 januari stopte het nabij het station. Generaal Isakov verschansde zich met het garnizoen en lokale bewoners in het fort. De Krim soldaten plunderden de omliggende dorpen en maakten lokale bewoners tot slaaf, maar de verdedigers van de stad sloegen met succes de Tataarse aanvallen af en joegen de indringers weg. Het was de laatste campagne van de Krim-Tataren in Nieuw-Rusland.

Wapenschild van de stad

Vanaf 1775 was het fort defensief niet meer van belang. Na 1784 werd het geleidelijk aan ontmanteld. In 1794 lagen er nog 162 kanonnen opgeslagen. Kanonnen en artillerievoorraden werden overgebracht naar de grenssteden, voornamelijk naar Cherson. In april 1795 werden vijf kanonnen naar Novomyrhorod gestuurd. In het voormalige fort bleven twee kanonnen bewaard, ze zijn op stenen sokkels geïnstalleerd bij de voormalige hoofdpoort.
De definitieve opheffing van het fort vond plaats op 15 maart 1805. Het garnizoen werd ontbonden, maar de kazerne huisvestte nog jarenlang een bataljon militairen. De plattegrond van het fort staat afgebeeld op het wapenschild van de stad.
Op het voormalige fort bevinden zich herdenkingscomplexen die gewijd zijn aan de helden van de Tweede Wereldoorlog en de Russisch-Oekraïense Oorlog. In 2016 werd ook een gedenkteken voor de slachtoffers van de Holodomor opgericht (de stad verloor 2.238 inwoners tijdens de kunstmatige hongersnood van 1932-1933)..
In de zomer van 2021 bezocht een buitenlandse blogger dit fort voor het eerst. Alex van Terheyden, op YouTube bekend als de Wondering Englishman 
Tijdens zijn reis door Oekraïne bezocht hij de stad en maakte een videotour van 45 minuten langs de belangrijkste bezienswaardigheden van de stad, waarbij hij ook aandacht besteedde aan dit fort .